# Franz Wenzel von Wallis
Franz Wenzel von Wallis (1696. október 4. – Bécs, 1774. január 14.)  osztrák császári és királyi tábornagy, az erdélyi gubernium elnöke 1755–1758 között.

## Élete
Az ír eredetű Wallis családból származott, amelynek osztrák ágát Richard Wallis (†1632) alapította, aki ír katonatisztként az osztrák császár szolgálatába állt. Apja Franz Ernst von Wallis auf Carrighmain (†1702), anyja Anna Theresia von Rziczan (†1722) volt.
Már fiatalon belépett a császári hadseregbe, és 1716–1717-ben a törökök ellen harcolt, 1720-ban pedig a négyes szövetség háborújában. 1727-ben St. Saphorin angol nagykövet az osztrák hadsereg egyik legtehetségesebb és legképzettebb tisztjének nevezte; ekkor Wallis már ezredes volt. 1731-ben az 59. császári gyalogezred élére nevezték ki. 1734. június 29-én a pármai csatában megsebesült. 
1736. április 17-én valóságos haditanácsossá nevezték ki, és Pálffy János magyarországi hadseregébe helyezték át, ahol Usitza ostrománál, illetve az 1738-as és 1739-es hadjáratokban szerzett érdemeket. 1739-ben a 11. gyalogezred parancsnoka lett. 
1739-ben Glogauba helyezték át, ahol az erőd használhatóvá tétele volt a feladata. 1740. december 16-án II. Frigyes porosz király bevonult Sziléziába, kitört  aZ első sziléziai háború. Az osztrákok már kivonultak Sziléziából, és csak gyenge helyőrségek maradtak Glogau, Brieg és  Neisse erődjeiben. 1741. január elején a poroszok II. Lipót anhalt–dessaui herceg vezetésével elérték Glogaut, és megadásra szólították fel az osztrákokat, akik ezt elutasították. Március elején a második felszólítást is elutasították; ezt követően a poroszok megrohamozták erődöt, és az osztrákok későn vették észre a támadást. Wallis és Franz Wenzel von Reisky von Dubnitz vezérőrnagy megpróbálták megszervezni az ellenállást, de fogságba estek. Reisky súlyosan megsebesült. Wallist pedig Berlinbe vitték és ott internálták, de már augusztus 10-én - röviddel az október 9-i fegyverszünet előtt - kicserélték. Az eset nem volt hatással Wallis pályafutására.
A második sziléziai háború során az 1743-as és 1744-es hadjáratokban Károly Sándor lotaringiai herceg parancsnoksága alatt harcolt. 1745. február 14-én a habelschwerdti és június 4-én a hohenfriedbergi csatában vett részt.
A háború után, 1751. október 21-én Wallis hadiparancsnokként Erdélybe került. 1754. június 29-én tábornagyi rangot kapott. 1755 és 1758 között a gubernium elnöki tisztségét is betöltötte. 1760-ban kastélyt vásárolt Budischkowitzban. 1765. november 30-án az Aranygyapjas renddel tüntették ki.

## Fordítás
Ez a szócikk részben vagy egészben  a   Franz Wenzel von Wallis című német Wikipédia-szócikk ezen változatának fordításán alapul.  Az eredeti cikk szerkesztőit annak laptörténete sorolja fel. Ez a jelzés csupán a megfogalmazás eredetét és a szerzői jogokat jelzi, nem szolgál a cikkben szereplő információk forrásmegjelöléseként.

## Forrás
- Constantin von Wurzbach: Wallis, Franz Wenzel Graf. In  Biographisches Lexikon des Kaiserthums Oesterreich. 52. Theil Wien: Kaiserlich-königliche Hof- und Staatsdruckereim. 1885.   255–256. o.